# Vihula (commune)
Vihula (en estonien : Vihula vald) est une municipalité rurale  d'Estonie située dans le comté de Viru-Ouest. Elle s'étend sur 364,91 km2 et compte 1 745 habitants, au 1er janvier 2012), avant son agrandissement de 2017.

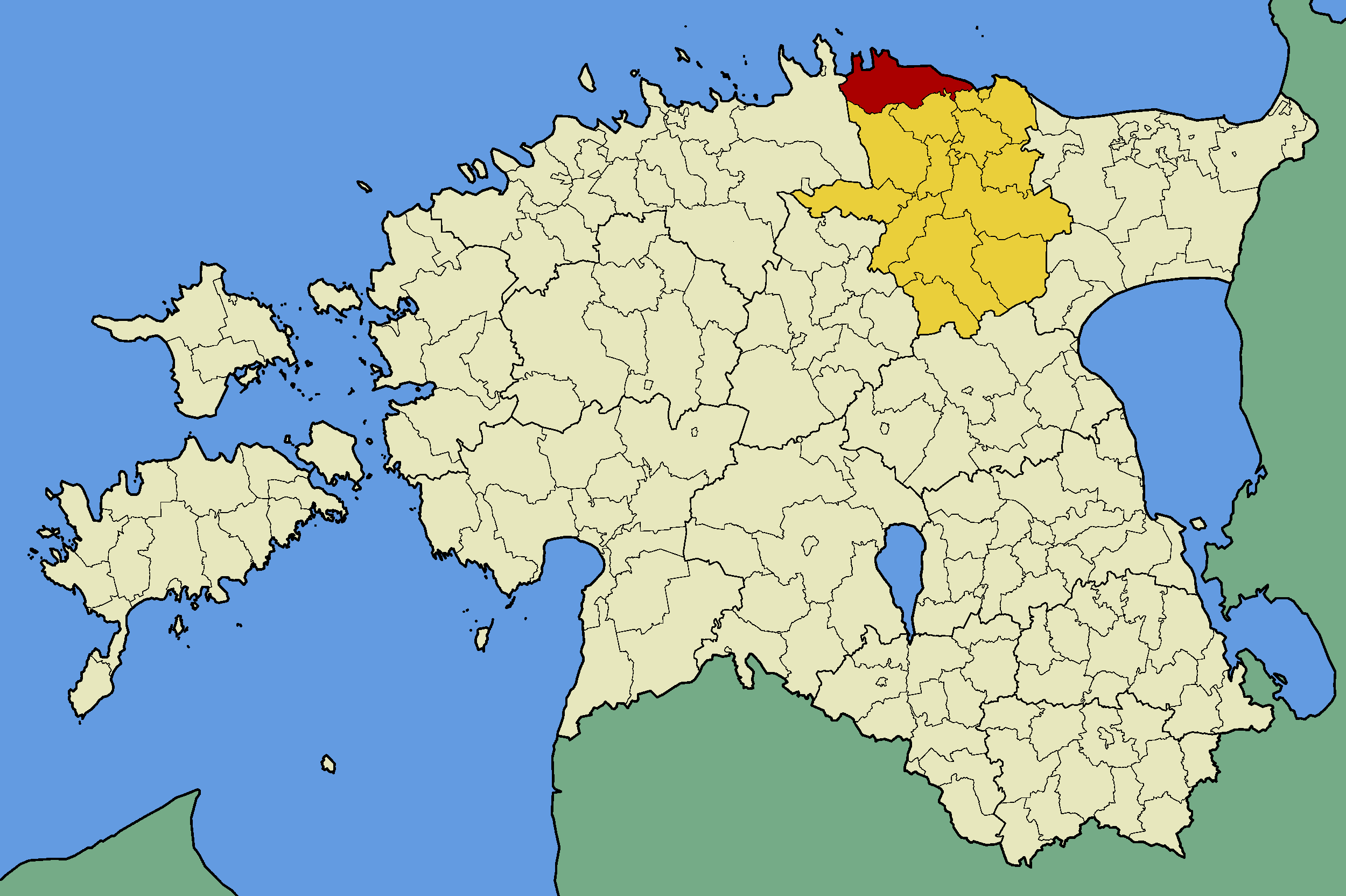
Commune de Vihula (rouge)
dans le comté de Viru-Ouest (jaune).

## Municipalité

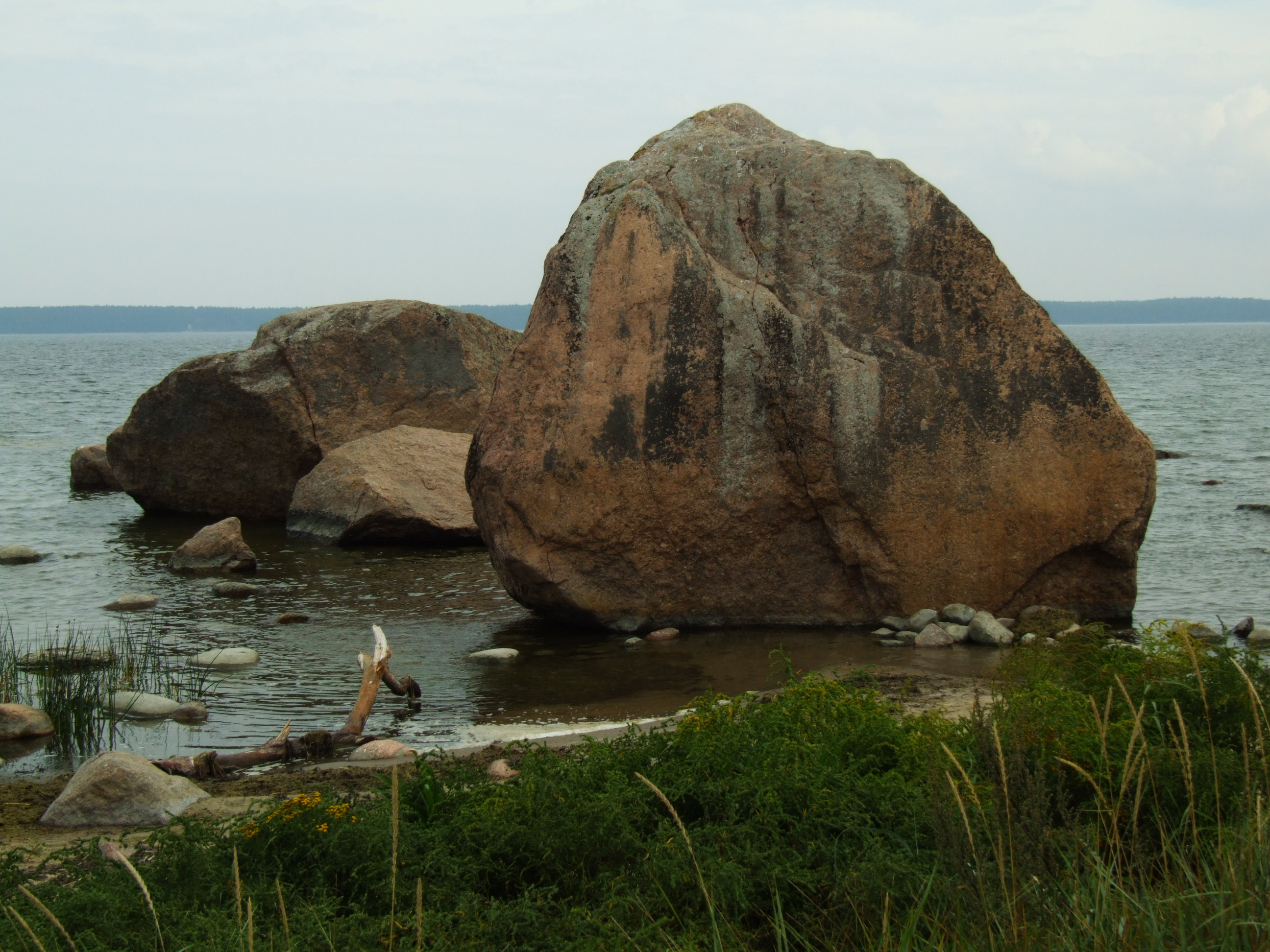
Le rocher de Vana-Jüri.

Dans ses anciennes limites la municipalité comprenait un bourg et 52 villages.

### Bourg
Võsu

### Villages
Aasumetsa, Adaka, Altja, Andi, Annikvere,  Eisma, Eru, Haili, Ilumäe, Joandu, Kakuvälja, Karepa, Karula,Käsmu, Kiva, Koljaku, Koolimäe, Korjuse, Kosta, Lahe, Lauli, Lobi, Metsanurga, Metsiku, Muike, Mustoja, Natturi, Noonu, Oandu, Paasi, Pajuveski, Palmse, Pedassaare, Pihlaspea, Rutja, Sagadi, Sakussaare, Salatse, Tepelvälja, Tidriku, Tiigi, Toolse, Tõugu, Uusküla, Vainupea, Vatku,  Võsupere, Vergi, Vihula, Vila, Villandi, Võhma.